# Nirbhay (Marschflugkörper)

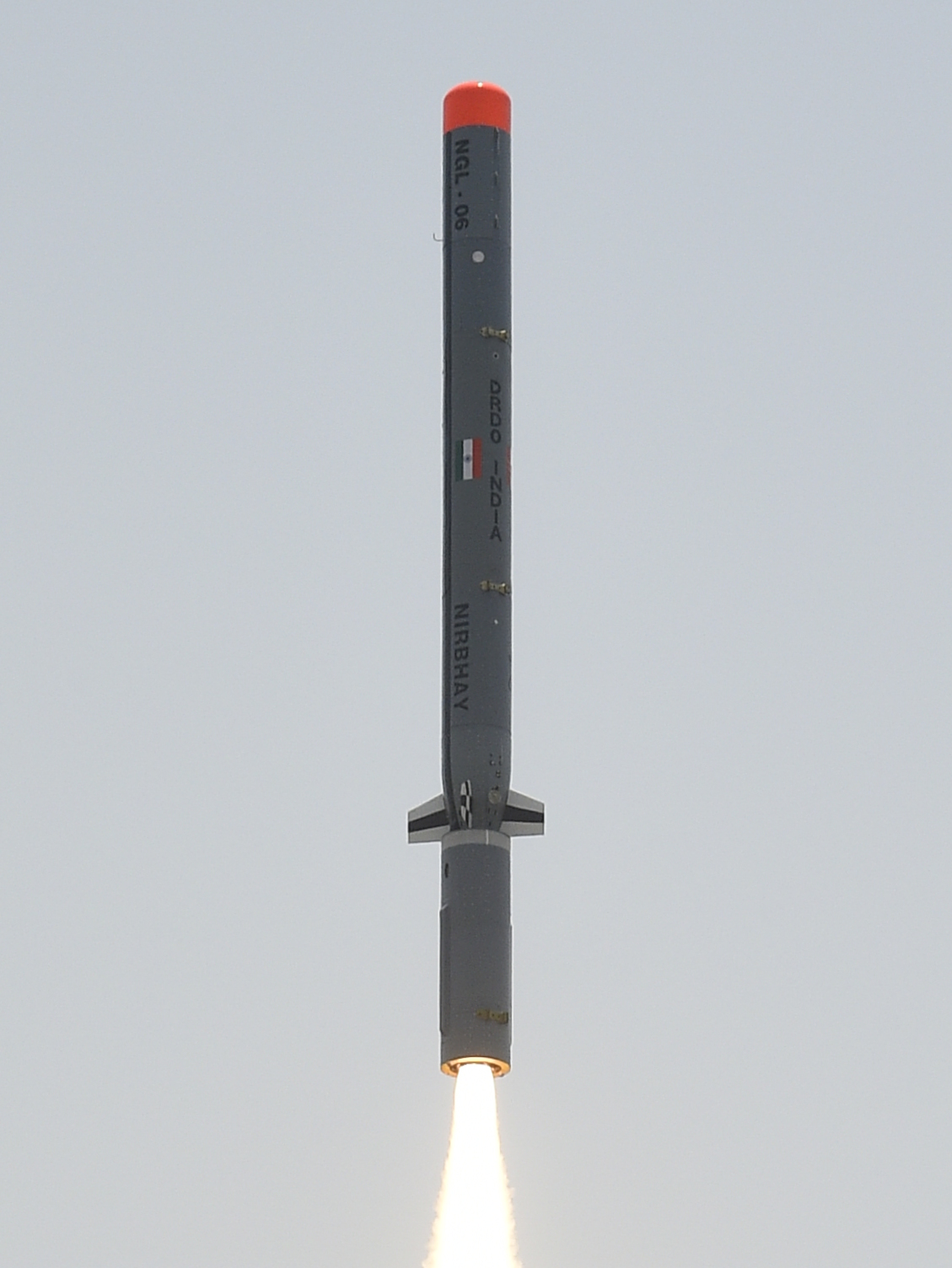
Nirbhay

Nirbhay (Hindi निर्भय ‚furchtlos‘) ist ein weitreichender, allwettertauglicher Unterschall-Marschflugkörper, der in Indien vom Aeronautical Development Establishment (ADE) entworfen und entwickelt wurde, das der Defence Research and Development Organisation (DRDO) untersteht. Die Rakete kann von verschiedenen Plattformen aus gestartet werden und ist in der Lage, konventionelle und nukleare Sprengköpfe zu tragen. Derzeit ist die Waffe in begrenzter Zahl an der Line of Actual Control (LAC) im Rahmen der Pattsituation mit China im Einsatz.

## Design

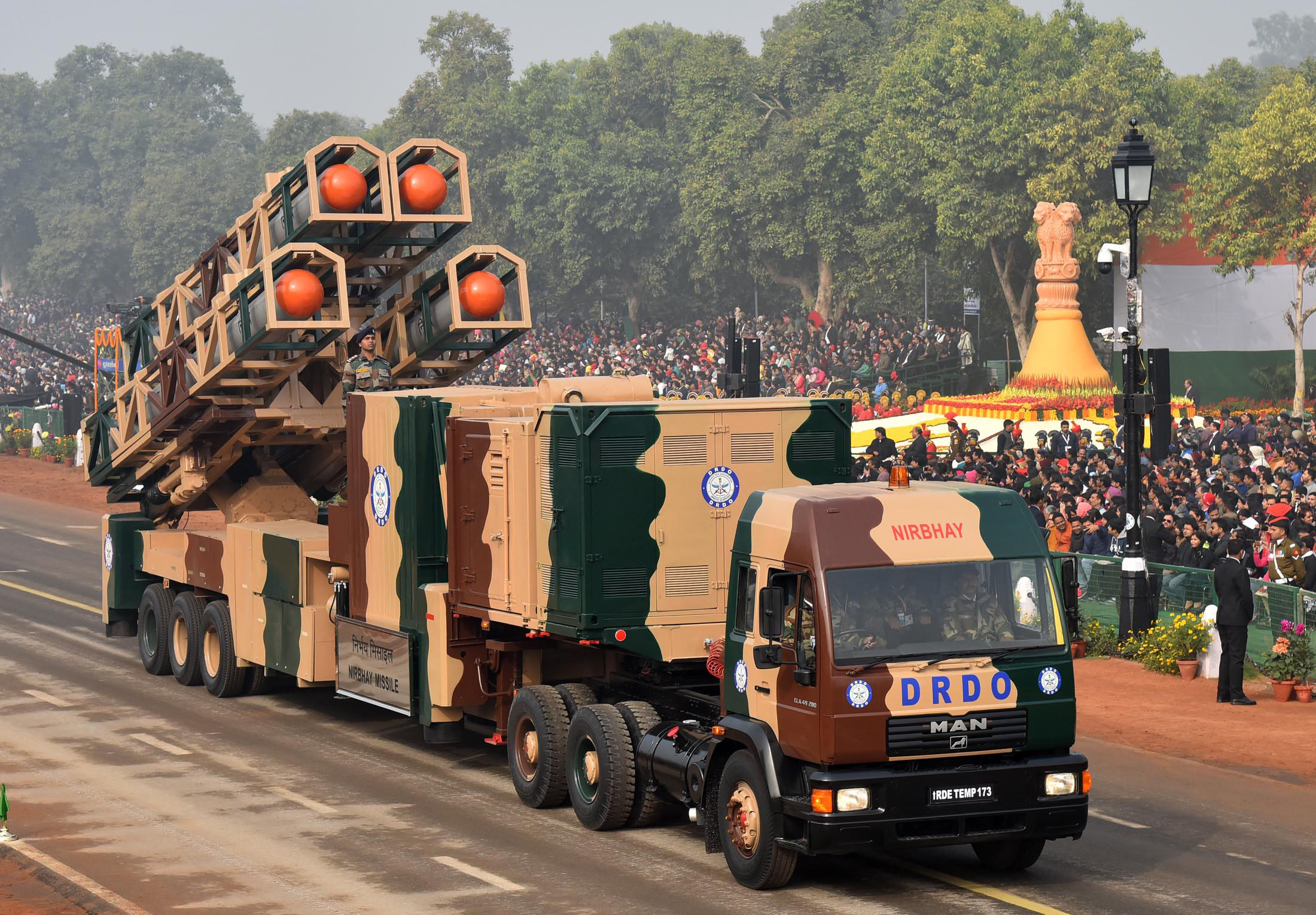
LKW-Startrampe

Nirbhay wird für den Start von einem Feststoffraketenbooster angetrieben, der vom Advanced Systems Laboratory (ASL) entwickelt wurde. Sobald die erforderliche Geschwindigkeit und Höhe erreicht ist, übernimmt ein Turbofan-Triebwerk in der Rakete den weiteren Antrieb. Die Lenkung der Rakete erfolgt über ein vom Research Centre Imarat (RCI) entwickeltes Trägheitsnavigationssystem sowie einen Funkhöhenmesser zur Höhenbestimmung. Der Flugkörper verfügt über ein auf einem Laserkreisel basierendes Leit-, Steuerungs- und Navigationssystem. Außerdem verfügt es über ein auf einem (Vibrationskreisel) basierendes Trägheitsnavigationssystem (INS) sowie das GPS/NavIC-System. Die Rakete ist 6 m lang, 0,52 m breit, hat eine Flügelspannweite von 2,7 m und wiegt etwa 1500 kg. Die Reichweite beträgt etwa 1.500 km und es ist in der Lage, je nach Einsatzanforderungen 24 verschiedene Arten von Sprengköpfen zwischen 200 und 300 kg abzufeuern.
Die Rakete soll über Sea Skimming- und Loitering-Weapon-Funktionen verfügen, d. h., sie kann ein Ziel umfliegen, mehrere Manöver durchführen und es dann erneut angreifen. Sie ist auch in der Lage, ein Ziel unter mehreren Zielen auszuwählen und anzugreifen. Mit zwei Seitenflügeln ist die Rakete in der Lage, in unterschiedlichen Höhen zwischen 50 m und 4 km über dem Boden zu fliegen und kann auch in niedrigen Höhen (z. B. auf Baumhöhe) fliegen, um nicht von feindlichen Radargeräten entdeckt zu werden. Sie wird letztendlich die Rolle der BrahMos-Raketen für die indischen Streitkräfte ergänzen, indem sie Sprengköpfe über eine Reichweite von mehr als 450 km transportieren kann.
Nachdem der Entwurf fertiggestellt war, wurde die für die Rakete erforderliche Technologie entwickelt. Die Integration erfolgte durch Research and Development Establishment, einem spezialisierten Zweig von DRDO. Tata Motors hat das Fahrzeug gebaut, das als Träger für das Nirbhay-System dient und auf einem „hochmobilen, geländegängigen und allradgetriebenen Tata LPTA 5252-12×12-Fahrzeug“ basiert, das in Zusammenarbeit mit DRDO entwickelt wurde.

### Weitere Entwicklung
DRDO gab am 6. Februar 2023 den Abschluss des Nirbhay-Marschflugkörper-Entwicklungsprojekts nach Abschluss von sechs Entwicklungsversuchen bekannt. Die nächste Testphase wird ab April 2020 im Rahmen des Indigenous Technology Cruise Missile (ITCM)-Programms stattfinden. Sie wird einen Small Turbo Fan Engine (STFE) umfassen, der vom Gas Turbine Research Establishment (GTRE) entwickelt wurde, und einen Aktivradar-Suchkopf vom Research Centre Imarat (RCI). Eine separate luftgestützte und eine U-Boot-gestützte Variante werden derzeit aktiv entwickelt.